# Testy NIPT
Testy NIPT (ang. Non Invasive Prenatal Testing), inaczej badania wolnego płodowego DNA, to nieinwazyjne testy genetyczne, które wykonuje się po 10 tygodniu ciąży. Ich celem jest oszacowanie ryzyka wystąpienia u nienarodzonego jeszcze dziecka nieprawidłowości genetycznych oraz wad wrodzonych, takich jak np. zespół Downa.

## Testy NIPT (badania wolnego płodowego DNA)
Testy NIPT korzystają z metody analizy wolnego płodowego DNA, czyli w skrócie cffDNA (ang. cell free fetal DNA). To materiał genetyczny nienarodzonego jeszcze dziecka, który krąży w krwiobiegu ciężarnej kobiety. Wykonanie badania wolnego płodowego DNA jest możliwe już po 10. tygodniu ciąży – pobranie niewielkiej próbki krwi jest bezbolesne i nie stanowi zagrożenia dla ciężarnej ani dziecka.

## Testy NIPT – wskazania do wykonania
Badania prenatalne są rekomendowane przez Polskie Towarzystwo Ginekologiczne dla każdej kobiety w ciąży, bez względu na jej wiek. W szczególności jednak są zalecane, gdy:
- ciężarna ma więcej niż 35 lat – ze względu na wyższe ryzyko wystąpienia zespołu Downa oraz innych nieprawidłowości genetycznych[5],
- otrzymano nieprawidłowe wyniki podstawowych badań prenatalnych (np. testu PAPP-A) – badania wolnego płodowego DNA wyróżnia bardzo wysoka czułość, porównywalna z czułością amniopunkcji (ponad 99% dla trisomii 21) oraz niższe prawdopodobieństwo uzyskania wyniku fałszywie pozytywnego[6].

Zgodnie z rekomendacjami Zespołu Ekspertów Polskiego Towarzystwa Ginekologicznego oraz Polskiego Towarzystwa Genetyki Człowieka w zakresie przesiewowego badania genetycznego wykonanego na wolnym płodowym DNA testy NIPT powinny zostać zaproponowane, gdy ryzyko choroby wyliczone na podstawie wyniku badania przesiewowego I trymestru ciąży wynosi pomiędzy 1:100 a 1:1000.
Badania wolnego płodowego DNA warto wykonać także wtedy, gdy w rodzinie albo w poprzedniej ciąży wystąpiły choroby genetyczne lub wady wrodzone, ponieważ schorzenia uwarunkowane genetycznie mogą być przekazywane z pokolenia na pokolenie.

## Badania wolnego płodowego DNA – interpretacja wyniku
Badania wolnego płodowego DNA wykrywają:
- trisomie, takie jak np. zespół Downa,
- choroby związane z nieprawidłowościami liczby chromosomów płci (np. zespół Klinefeltera)
- zespoły mikrodelecyjne i mikroduplikacyjne (np. zespół Angelmana i zespół Pradera-Williego).

Testy NIPT należą do grupy badań przesiewowych – ich wykonanie służy oszacowaniu ryzyka wystąpienia choroby genetycznej. W przypadku, gdy badanie wolnego płodowego DNA wskazuje na podwyższone ryzyko wystąpienia aberracji chromosomowej, lekarz zwykle proponuje badanie inwazyjne – amniopunkcję.
Niektóre testy NIPT badają również RhD płodu i dzięki temu pomagają zidentyfikować ciąże zagrożone chorobą hemolityczną płodu i noworodka oraz ograniczyć stosowanie profilaktyki anty-D w przypadkach, gdy płód jest RhD ujemny, podobnie jak ciężarna.